# パニパニJr
パニパニJr（パニパニジュニア）は、1997年生まれの「ミッキー」と1999年生まれの「なっつ」、2人の少女によるローカルユニット。
沖縄県宮古島市を中心に活動。
2009年12月、宮古島のアイランダーアーティスト下地暁は、2007年に宮古島警察署の一日署長を務めたことをきっかけにして『宮古まもる君のうた』を作成発売。これは「パニパニJr」のデビュー曲でもあり、「第8回クイチャーフェスティバル2009」でお披露目された。
この曲は2010年8月に携帯着うたサイトの「沖縄ちゅらサウンズ」で10週連続1位を記録している。『宮古まもる君のうた』は、MONGOL800の「小さな恋のうた」に次いで史上2位の記録である。最近では、同じく下地暁が製作したポップスユニットkukuruが歌う「ワイドー！美ぎ島」との両A面で「宮古島まる子ちゃん」を2012年09月09日に発売している。
尚、「なっつ」の母親は1991年、想い出の九十九里浜でデビュー、各賞の最優秀新人賞を総ナメにしたMi-Keのメンバー村上遙である。

## 関連リンク
- 村上遥
- 宮古島まもる君